# Sukaraya Baru
Sukaraya Baru is een bestuurslaag in het regentschap Musi Rawas van de provincie Zuid-Sumatra, Indonesië. Sukaraya Baru telt 1505 inwoners (volkstelling 2010).